# 등양
등양(鄧颺, ? ~ 249년)은 중국 조위의 관료로, 자는 현무(玄茂)이며 형주 남양군 완현(宛縣) 사람이다. 후한의 개국공신 등우의 후손으로, 조상의 일파로 고평릉의 변 후 숙청당했다.

## 사적
젊어서 서울에서 명성을 얻고, 명제 조예 치세에 중서랑으로 처음 임용되었다. 면직되었다 다시 중서랑이 되었는데, 하안 · 이승 · 필궤 등과 함께 부화한 무리로 알려졌고 부화 사건을 일으켜 쫓겨났다. 명제는 부화한 무리를 싫어했으므로, 명제가 죽을 때까지 다시는 임용되지 못했다.
명제가 죽고 조상이 대장군이 되어 어린 나이에 즉위한 애제 조방을 보정하면서 다시 임용되어 조상의 심복이 되었다. 정시 초에 영천태수를 지내고 대장군장사로 옮겼다가 또 시중상서로 옮겼다. 등양 등은 조상의 위명을 높이기 위해 촉한을 칠 것을 권했고, 조상은 이에 따라 6 ~ 7만의 군대를 일으켜 촉한으로 쳐들어갔다. 그러나 진격할 수 없자 퇴각을 주장하는 조상의 참군 양위와 말싸움을 했고, 조상은 어쩔 수 없이 돌아왔으나 퇴로가 끊겨 참패했다(흥세 전투).
하안 등은 조상에게 명제에게서 같이 고명을 받아 황제를 보정하는 사마의를 따돌리고 홀로 권세를 독점하도록 부추겼고, 이에 조상은 사마의가 전면에 나서지 못하도록 하면서 등양을 하안 · 정밀과 함께 상서로 삼았다. 등양이 내직에 있을 시절, 장애(臧艾)를 현직(顯職)에 임명하니 장애는 부친의 첩을 등양에게 주었다. 등양이 뇌물을 좋아하여 관리 임용을 굽히는 것이 매번 이런 식이라, 당시 하안이 관리 임용을 맡았으나 인재를 얻을 수 없었다.
정시 10년(249년) 정월, 고평릉의 변으로 조상이 실권하고 사마의가 득세하면서, 조상의 일당으로서 잡혀 3족이 모두 주살되었다.

## 같이 보기
- 삼국지 인물 목록